# Hornoy-le-Bourg
Hornoy-le-Bourg är en kommun i departementet Somme i regionen Hauts-de-France i norra Frankrike. Kommunen ligger i kantonen Hornoy-le-Bourg som tillhör arrondissementet Amiens. År 2022 hade Hornoy-le-Bourg 1 641 invånare.

## Befolkningsutveckling
Antalet invånare i kommunen Hornoy-le-Bourg
| Referens: INSEE |